# 켈트의 신 목록
켈트 만신전의 여러 신은 다양한 출처에서 알려져 왔으며, 이런 출처에는 문헌 자료도 있고 고대의 숭배 장소, 조각상, 조판, 숭배 대상, 또는 인물의 이름이나 지명의 어원으로도 남아 있다.
켈트의 신은 보편적인 신과 지역적인 신이라는 두 개의 큰 줄기로 나뉜다는 것을 이해해야 하는데, 보편적 신들은 넓은 영역에 걸쳐 켈트인들이 보호, 치료, 행운, 명예 등을 기원하면서 숭배하였다. 반면 지역적 신은 특정 지형(산, 나무, 강 등)의 정령이었기에 그 지형 주변의 국소적인 범위에서 숭배되었다.
켈트족이 기독교화된 이후 기독교도 작가들은 켈트의 신을 악마의 위치로 격하시키려고 했다. 예컨대 아일랜드 신화의 투어허 데 다넌 신족이 악마나 단순한 인간이라는 내용이 불쑥 끼워 넣어졌다.

## 갈리아와 브리튼의 신
현대의 프랑스 지방에 살았던 갈리아족은 북해 연안의 저지대와 서부 독일 지방에 다수 거주했다. 현대의 영국 지방에 살았던 브리튼족은 대브리튼섬에 살다가 이후 브르타뉴 지방으로도 이주했다.

### 남신
- 아반디누스: (아마도) 강의 신.
- 아벨리오: 사과나무의 신.
- 알라우누스: 태양신.
- 알리사노스:
- 암비사그루스: 천둥번개의 신.
- 아넥스티오마루스: 태양신.
- 아테포마루스: 태양신.
- 아르베르누스: 부족신.
- 아라우시오: 물의 신.
- 바린터스(=마나난 맥리르): 바다의 신.
- 벨라투카드로스: 전쟁의 신.
- 벨레누스: 태양신.
- 보르보: 광물과 온천의 신.
- 북세누스: 회양목의 신.
- 카뮬로스: 전쟁의 신
- 카네톤네스시스
- 케르눈노스: 뿔 달린 신.
- 키콜루이스
- 킴브리아누스
- 키소니우스: 무역의 신.
- 크나베티우스
- 콘키디우스: 전쟁의 신.
- 콘단티스: 하천의 합류점의 신.
- 콘트레비스: 도시의 신.
- 디 카세
- 디스 파테르: 지하 세계의 신.
- 에수스
- 파구스: 너도밤나무의 신.
- 게니이 쿠쿨라티: Hooded Spirits
- 그란노스: 치료와 광천의 신.
- 이카우누스: 강의 신
- 인타라부스
- 이오반투카루스: 젊은이의 수호신.
- 레누스: 치료의 신.
- 레우케티오스: 천둥의 신.
- 루구스: 창조와 학습의 신.
- 룩소비우스: 수돗물의 신.
- 마포노스: 젊음의 신.
- 모건스
- 모리타스구스: 태양신.
- 물로
- 네마우수스: 님므에서 숭배된 신.
- 네리우스
- 노덴스: 치료와 바다와 사냥과 개의 신.
- 오그미오스
- 로부르: 떡갈나무의 신.
- 루디아노스: 전쟁의 신.
- 세고모: 전쟁의 신.
- 세메트리우스: 전쟁의 신.
- 수셀로스: 사랑과 시간의 신.
- 타라니스: 천둥신.
- 투타티스: 부족신, 예술과 상업의 신.
- 베테리스
- 비로투티스: 태양신.
- 비수키우스
- 빈도누스: 태양신.
- 비노토누스
- 보세구스: 보주산맥의 신.

### 여신
- 아브노바: 강과 숲의 신
- 아드술라타: 사부발라바다 강의 신.
- 아에리쿠라
- 아그로나: 전쟁의 신.
- 안캄나: 물의 신.
- 안카스타: 이첸 강의 신.
- 안다르타: 전쟁의 신.
- 안드라스테: 승리의 신.
- 아르두인나: 아르덴 숲의 신.
- 아우파니아에
- 아르네메티아: 물의 신.
- 아르티오: 곰의 신.
- 아벤티아
- 아베타: 지모신. 현재 독일령인 트리어의 샘물과 관련이 있음
- 벨리사마: 호수, 강, 불, 빛의 신. 벨레누스의 배우자.
- 브리간티아
- 브리타니아: 브리튼 섬이 의인화된 신.
- 캄마
- 캄페스트레스
- 클로타: 클라이드 강의 수호신.
- 코벤티나: 우물과 샘물의 신.
- 다마라: 생산의 신.
- 다모나: 아폴로 모리타스구스의 배우자.
- 데아 마트로나: "신성한 대지모신" 이자 갈리아의 마른강의 신.
- 데아 세콰나: 센강의 신.
- 데브라누아
- 에포나: 풍요의 신, 말과 당나귀, 노새의 수호신
- 에레쿠라: 지모신.
- 이코벨라우나: 물의 신.
- 리타비스
- 마이리아에
- 난토수엘타: 자연, 대지, 불의 신.
- 네메토나
- 리토나: 여울의 신.
- 로스메르타: 풍요의 신.
- 사브리나: 세번강의 신.
- 세누아
- 세콰나: 센 강의 신.
- 시로나: 치유의 신.
- 술레비아에: 술리스의 삼신일체.
- 술리스: 태양의 자양, 생명의 신.
- 타메시사드다스: 템스강의 신.
- 베르베이아: 와프 강의 신.

## 웨일스의 신
웨일스인들은 현대의 웨일스와 일치하는 지역에 거주했던 브리튼족들이다. 앵글로-색슨족이 브리튼을 침략하자 브리튼의 영토 대부분이 앵글로-색슨의 지배하에 들어가게 되었다. 그러나 웨일스 지역에서는 브리튼계 켈트족들이 광범위하게 존속하였다.

### 여신
- 아르얀로드
- 블로듀웨드
- 바라웬
- 케리드웬
- 키그파
- 크레이디라드
- 커허레스
- 돈
- 엘렌
- 하본디아
- 모드론
- 올웬
- 페나르딘
- 리아논

## 게일의 신

### 남신
- 아바르타
- 압칸
- 아빈
- 아에드
- 앙구스
- 아일릴리
- 알라스티르
- 이 막 올라메인
- 발로르: 마족 포워르의 수장.
- 보드브 데르그
- 브레아
- 브레스
- 브리안, 이우하르, 이우하르바
- 부어라네크
- 카이르프레
- 모르피스
- 키안
- 키홀 그리켄코스
- 코난드
- 코르브
- 크레그네 aka 크레드네
- 크롬 크루어히
- 크롬 두브
- 쿠 리
- 다그다 모르
- 다러
- 디안케트
- 돈
- 에크네
- 에고발리
- 엘라하
- 엘크와르
- 게브네
- 리르
- 루크타이네
- 루 라와더
- 에후르 막 쿠일, 테오르 마케헤트, 카이호르 마그레네
- 마난난 막 레르: 바다의 신.
- 미아흐
- 미이르: 개척의 신.
- 머그 루이스
- 네크탄
- 네이트
- 누아다 아르케트라브
- 오그마 그리아나이네히
- Seonaidh
- 테흐라
- 티란

### 여신
- 아이벨
- 아이멘드
- 아네
- 아르메드 aka 아르미드
- 아난드 aka 아난 aka 아누
- 버이브 카하
- 반바
- 베그
- 베빈 aka 베핀드
- 베 쿠일레
- 베이라
- 비로그
- 보안드 aka 보안
- 브리이드

## 켈티베리아의 신
켈티베리아인은 현대의 포르투갈과 에스파냐에 해당하는 지역에 살았던 고대 민족이다.